# Audi F1
Audi Formula Racing Gmbh, kommer tävla som Audi F1 Team, är ett framtida tyskt formel 1-stall som kommer att tävla i Formel 1 från och med 2026. Stallet kommer bli en direkt efterföljare till det schweiziska F1-stallet Sauber, som köptes av det tyska bilmärket Audi. I senare skede blev det qatariska investeringsfonden Qatar Investment Authority delägare i det. Audi F1 kommer ha närvaro i både Neuburg an der Donau i Tyskland (motorer) och Hinwil i Schweiz (chassi).

## Historik
Under sommaren 2017 rapporterades det om att Audi var intresserade att ansluta sig till Formel 1 som en tillverkare av F1-motorer till säsongen 2021. Det blev dock inte av med det men fem år senare, närmare bestämt den 26 augusti 2022, offentliggjorde Audi att bilmärket skulle ansluta till F1 till säsongen 2026. I oktober meddelade Audi att man hade för avsikt att utöka sitt engagemang i F1 med att ha ett eget F1-stall. Audi ville dock inte starta ett helt nytt utan var intresserade att köpa en aktieandel i Sauber, som då körde som Alfa Romeo F1. I januari 2023 genomförde Audi vad de sa föregående höst och blev minoritetsägare i Sauber. Audi fick senare blodad tand och köpte hela Sauber den 8 mars 2024. Den 29 november samma år sålde Audi dock omkring 30% av F1-stallet till Qatar Investment Authority. Detta var ett led till att säkerställa den finansiering, på en miljard euro, som Audi vill investera i F1-stallet. Audis moderbolag Volkswagen hade också fått se en större nedgång i försäljning av fordon i Europa så pass att stora besparningsprogram skulle behövas, även om Audi avfärdade att F1-stallet skulle vara hotat på grund av det.

## F1-säsonger
| Säsong | Tävlingsnamn | Bil | Motor | Däck | Poäng | VM-plac. | Nr. | Förare 1        | Nr. | Förare 2          | Nr. | Förare 3 |
| ------ | ------------ | --- | ----- | ---- | ----- | -------- | --- | --------------- | --- | ----------------- | --- | -------- |
| 2026   | Audi F1 Team |     | Audi  | P    |       |          | 27. | Nico Hülkenberg | 5.  | Gabriel Bortoleto |     |          |

|  |

|  |

|  |

## Organisation

### Ägarskap
Källa: 
| Delägare                   | Typ av delägare  | Nationalitet | Ägarandel |
| -------------------------- | ---------------- | ------------ | --------- |
| Audi                       | Biltillverkare   | Tyskland     | ~70%      |
| Qatar Investment Authority | Investeringsfond | Qatar        | ~30%      |

### Ledande befattningar
Ett urval av de som kommer sitta på ledande positioner inom stallet.
| Position                  |                | Namn              |
| ------------------------- | -------------- | ----------------- |
| Ordförande                | Tyskland       | Gernot Döllner    |
| VD                        | Italien        | Mattia Binotto    |
| Stallchef                 | Storbritannien | Jonathan Wheatley |
| Raceingenjör (Bortoleto)  |                |                   |
| Raceingenjör (Hülkenberg) |                |                   |